# Tana River County
Tana River County (bis 2010 Tana River District) ist ein County in Kenia. Die Hauptstadt des Countys ist Hola. Im Tana River County lebten 2019 315.943 Menschen auf 35.375,8 km².

## Geografie
Unterteilt ist der Bezirk in sieben Divisionen: Garsen, Kipini, Wenje, Galole, Bura, Madogo und Bangale. Der namensgebende Fluss Tana durchfließt das County und mündet an der Ungwana Bay in den Indischen Ozean. Tana River County verfügt über 55 km Küstenlinie, die touristisch nutzbar ist.

## Infrastruktur
2005 befand sich das Straßennetz im Tana River County in einem schlecht ausgebauten Zustand. Neben 534 km Asphaltstraße durchquerten Kies- und Erdstraßen den County. Neben sechs Poststationen und drei Finanzinstituten befanden sich 57 Einrichtungen des Gesundheitswesens im County.

## Wirtschaft
Im Flussdelta des Tana River werden Reis, Bananen, Mangos, Augenbohnen, Kokosnüsse, Baumwolle und Sojabohnen angebaut. Neben der Landwirtschaft züchten die Einwohner Vieh, dabei hauptsächlich Kühe, Schafe und Ziegen. An der Küste und am Tana River findet außerdem Fischerei statt. Mehr als zwei Drittel der Bevölkerung lebt unterhalb der Armutsgrenze.

## Tana River Primate Reserve
Das Naturschutzgebiet Tana River Primate Reserve wurde 1976 gegründet, um zwei dort endemische Affenarten zu schützen, den Tana-Mangabe und den Tana-Stummelaffen.
Neben Grevyzebras, Massai-Giraffen, Büffeln und Kudus leben dort 200 Vogelarten, darunter Glanzklaffschnabel, Kampfadler, Fledermausadler und der Kapzwergkauz.